# Aleksandrovac (općina)
Aleksandrovac (srpski: Општина Александровац) je općina u Rasinskom okrugu u Srbiji. Središte općine je grad Aleksandrovac.

## Stanovništvo
Prema popisu stanovništva iz 2002. godine općina je imala 29.389 stanovnika, dok je prema popisu iz 1991. godine imala 31.674 stanovnika.

## Administrativna podjela
Općina Aleksandrovac se dijeli na jedan grad i 55 naselja.

### Grad
- Aleksandrovac

### Naselja
| - Bzenice - Bobote - Boturići - Bratići - Velika Vrbnica - Velja Glava - Venčac - Vitkovo - Vražogrnci - Vranštica - Vrbnica - Garevina - Gornja Zleginja - Gornje Rataje | - Gornji Vratari - Gornji Stupanj - Grčak - Dašnica - Dobroljupci - Donja Zleginja - Donje Rataje - Donji Vratari - Donji Stupanj - Drenča - Jelakci - Kožetin - Koznica - Latkovac | - Laćisled - Lesenovci - Leskovica - Ljubinci - Mrmoš - Novaci - Panjevac - Parčin - Pleš - Ploča - Popovci - Puhovac - Raklja - Ržanica | - Rogavčina - Rokci - Rudenice - Stanjevo - Starci - Strmenica - Stubal - Subotica - Tržac - Trnavci - Tuleš - Šljivovo |

## Vanjske poveznice
- Stranice općine  Arhivirana inačica izvorne stranice od 25. siječnja 2021. (Wayback Machine)
- Stranice Rasinskoga okruga